# JORAM
 JORAM  es un intermediario de mensajes de código abierto (Gnu LGPL) que está certificado para aplicar plenamente la API Java Message Service 1.1 (JMS 1.1). JORAM está disponible para descargar desde mayo de 2000.
JORAM proporciona funciones avanzadas como clustering y alta disponibilidad, es también accesible a través de la API Xoram C/C++ y de un cliente ligero de J2ME. Implementa el Advanced Message Queuing Protocol (AMQP).
JORAM es el proveedor JMS predeterminado en el servidor de aplicaciones JOnAS (certificado para Java EE 5), también se utiliza en OW2 PEtALS ESB (JBI) para la implementación de arquitecturas orientadas a servicios (SOA).
Se puede conseguir soporte empresarial y formación para JORAM en la web de ScalAgent D.T.